# Agnes Slott-Møller
Agnes Rambusch Slott-Møller, née le 10 juin 1862 et morte le 11 juin 1937, est une peintre danoise.
Son travail fait référence à l'histoire du Danemark et à la mythologie. Elle est représentée dans la Galerie nationale de Norvège.
Elle s'est mariée en 1888 au peintre Harald Slott-Møller (1864-1937).